# Battaglia di Brentford (1642)
La battaglia di Brentford del 1642 fu uno scontro che si svolse il 1º novembre 1642 presso Brentford, nel Middlesex, in Inghilterra. Essa fu parte della prima guerra civile inglese, contrapponendo Realisti e Parlamentaristi.

## Antefatto
Dopo la Battaglia di Edgehill, re Carlo I d'Inghilterra catturò Banbury e venne accolto dalla folla quando giunse ad Oxford il 29 ottobre. Il principe Ruperto del Palatinato si portò nella valle del Tamigi, catturando Abingdon, Aylesbury e Maidenhead, tentando poi di catturare anche la città ed il castello di Windsor ma non vi riuscì dal momento che le forze parlamentaristi erano molto forti nell'area. Successivamente diversi furono gli ufficiali a premere per i negoziati di pace, contro il desiderio di Ruperto di portarsi immediatamente in direzione di Londra. Re Carlo, ad ogni modo, era concorde con gli ufficiali dal momento che ben sapeva che il conte di Essex sarebbe stato in grado di difendere Londra con tutte le sue forze.

## Preludio
Mentre si trovava a Reading, nel Berkshire, re Carlo decise che i concordati di pace erano ormai inutili e per questo l'avanzata verso Londra gli avrebbe consentito di forzare la mano al nemico. Pertanto l'11 novembre mosse il suo esercito in direzione della capitale inglese, accampandosi presso Colnbrook, nel Middlesex, ponendo ulteriore pressione sui parlamentaristi ed ordinando al principe Ruperto di prendere anche la città di Brentford.
Nel frattempo, il conte di Essex posizionò rapidamente i suoi uomini ad ovest della città di Londra. Le forze vennero divise in due, con un gruppo presso il ponte di attraversamento del Tamigi a Kingston upon Thames, e un altro ad ovest, barricato nel piccolo villaggio di Brentford.

## La battaglia
Il 12 novembre, col favore della nebbia mattutina, la cavalleria del principe Ruperto del Palatinato ed i suoi dragoni attaccarono i due reggimenti di fanteria dei parlamentaristi, uno comandato da Denzil Holles e l'altro da lord Brooke. L'attacco iniziale venne condotto verso la villa di campagna di sir Richard Wynne, posta ad ovest rispetto a Brentford, dove si trovava il reggimento di Holles, ma venne respinto. Un reggimento di fanti gallesi ebbe quindi l'ordine di entrare in azione da Ruperto. La forza così combinata riuscì a conquistare l'avamposto e a rivolgere il proprio attacco sulla stessa Brentford.
I combattimenti continuarono sino al tardo pomeriggio, quando i sopravvissuti dei reggimenti di Holles e Brooke furono in grado di ritirarsi in ordine grazie alla protezione di una brigata di fanteria di John Hampden giunta sul sito da Uxbridge. Ad ogni modo, diversi uomini di Holles affogarono tentando di fuggire a nuoto nel Tamigi dai loro assalitori. I realisti riuscirono a catturare 15 cannoni e 11 bandiere oltre a quasi 500 prigionieri tra cui John Lilburne, capitano nel reggimento di Brooke.

## Conseguenze
Avendo vinto la battaglia, le forze realiste saccheggiarono il villaggio. Quest'azione spinse i londinesi a temere per le loro proprietà e a schierarsi coi parlamentaristi. Il 13 novembre il grosso dell'esercito del parlamento, al comando del conte di Essex, andò a rinforzare Londra dove la popolazione riuscì a radunare una forza di 24 000 uomini presso Chelsea Field ed a farla avanzare in direzione di Turnham Green, nei pressi del grosso dell'esercito realista. Il re decise di non contrattaccare poiché si stava avvicinando l'inverno, e si ritirò ad Oxford verso il proprio quartier generale.
Lilburne fu il primo roundhead di peso ad essere fatto prigioniero nella guerra civile inglese, e i realisti tentarono di incolparlo di alto tradimento. Il parlamento, però, decise che se fosse stata fatta un'azione tale, avrebbero giustiziato per lo stesso motivo tutti i prigionieri realisti nelle loro mani; Lilburne divenne quindi oggetto di scambio con un ufficiale realista.
Gli storici Roberts e Tincey citano nelle loro opere un documento di propaganda parlamentarista con accuse di pesanti atrocità ai realisti. Una delle accuse era che i cavaliers avrebbero usato i prigionieri di guerra roundhead catturati a Keynote come scudi umani. Altre accuse furono di aver finito i prigionieri feriti per non curarli.